# Luo Mingyou
En una onomàstica xinesa Lou es el cognom i Mingyou es el prenom.
Luo Mingyou (xinès simplificat: 罗明佑) També conegut com Lo Ming-yau (Hong Kong 1900 - 1967) Va ser un dels empresaris i productors de cinema més importants de la Xina dels anys trenta del segle xx, amb una profunda influència en el cinema xinès de l'època, especialment amb la creació dels estudis Lianhua.  També va escriure guions i va dirigir alguna pel·lícula.

## Biografia
Luo Mingyou va  néixer l'any 1900 a Hong Kong en una família originaria de Panyu a la província de Guangdong (Xina). El 1918, després de graduar-se a l'Escola Normal Superior de Guangdong, va ser admès a la Facultat de Dret de la Universitat de Pequín.Va viure a casa del seu oncle Luo Wenqian, que era el jutge en cap del govern dels senyors de la guerra de Beiyang, en els primers anys de la República de la Xina  i va  viure els esdeveniments del Moviment del Quatre de Maig.

#### Activitat cinematogràfica

##### Distribució i projecció
En aquella època, només hi havia un cinema a Pequín dirigit per estrangers, que projectava pel·lícules estrangeres i les entrades eren cares. Luo Mingyou volia obrir un cinema obert als xinesos i als estudiants per trencar el monopoli dels estrangers als cinemes xinesos. Amb aquesta finalitat, va recaptar fons dels seus pares, va llogar el local de l'antic Dangui Tea Garden al mercat de Dong'an i el 1919 i el va transformar en el True Light Cinema amb 700 places. Inicialment va projectar pel·lícules estrangeres amb valor literari i artístic Per tal de fer que les pel·lícules fossin comprensibles per al públic xinès, va convidar els seus companys de las Universitat a escriure descripcions de les històries i traduir els subtítols de les pel·lícules,  amb entrades molt més econòmiques que la de la competència.També va oferir projeccions matinals preferents per als estudiants cada diumenge, obtenint el suport de cercles d'opinió pública i dels estudiants.
El 1927, va crear la Huabei Film Company, o Companyia del Nord-est (华北电影公司), que va arribar a controlar tota la xarxa de distribució de pel·lícules al nord de la Xina, amb locals a Taiyuan, Shanxi i Shenyang.
Luo es va trobar davant d'un problema d'oferta: les pel·lícules que distribuïa eren majoritàriament pel·lícules americanes, i  alhora els cinemes que posseïa només estaven equipats per projectar pel·lícules mudes. Per tant, va decidir produir pel·lícules a la Xina ell mateix, i pel·lícules mudes en lloc d'invertir en equips de filmació i projecció molt cars. La seva empresa es va convertir en la primera companyia cinematogràfica xinesa que va integrar tots els aspectes de la producció, la distribució i la projecció, però alhora va contribuir a retardar l'arribada del cinema sonor a la Xina; això va ser desenvolupat per altres empreses, en particular per Mingxing (明星影片公司) que va estrenar la primera pel·lícula sonora xinesa a finals de 1931.

##### Producció: Creació de Lianhua
El 1929, Luo Mingyou va viatjar a Shanghai per reunir-se amb Li Minwei, que ja havia creat la Shanghai Minxin Film Company a Shanghai, que en aquell moment, era el centre de la cultura i la producció cinematogràfica xinesa, om es concentraven la majoria de les companyies cinematogràfiques del país i amb un nomre important de sales de cinema. Tot i que Luo no estava  familiaritzat amb la producció cinematogràfica, tenia moltes idees sobre el desenvolupament de futures pel·lícules i va redactar un document titulat un conjunt de "Plans per a la revitalització de les pel·lícules nacionals".
El 1930 Luo i Lao amb l'ajut d'un grup d'empresaris, i artistes -membres de la burgesia urbana xinesa-, van acordar la fusió de North China Film Co., Minxin Film Company, de Li Minwei, Great China Baihe Film Company, de Wu Xingzai i Shanghai Film Company, de Dan Duyu i també una empresa de impressió amb el nom inicial de "Lianhua Film Production and Printing Co., Ltd.". Després, el 1932, va passar a anomenar-se Lianhua Film Company, amb la direcció general a Hong Kong. També van fusionar la companyia teatral  "Mingyue Song and Dance Troupe" amb el "Lianhua Song and Dance Troupe" a Shanghai  amb l'objectius de garantir un centre de formació d'actors i actrius.
Entre la dotzena de companyies de producció xineses que operaven a la dècada de 1930, Lianhua es va convertir ràpidament en una de les tres empreses més grans, juntament amb els estudis Mingxing i Tianyi.
Tot i que aquests estudis buscaven models en altres indústries cinematogràfiques, especialment Hollywood, els objectius declarats dels fundadors de Linhua eren elevar l'estàndard de les produccions nacionals, i arribar a nous mercats a l'estranger, criteris que van portar a la companyia a participar en diferents festivals internacionals de cinema. Luo també va promocionar les seves produccions als Estas Units;  el 1933, hi va enviar un dirigent de la companyia, Kwan Manching (關文清) per promoure les pel·lícules de Lianhua, per atraure especialment el públic de la diàspora xinesa dels barris xinesos dels Estats Units.

#### Darrers anys
Després del suïcidi de l'actriu Ruan Lingyu la companyia va entrar en una fase de crisi econòmica. Luo va voler reactivar l'empresa i aprofitant la posada en marxa del "新生活運動" (Moviment de la Nova Vida), impulsat pel govern del Guomindang, el 1935 va produir la pel·lícula Song of China, amb l'objectiu de promocionar els valors confucians i alhora millorar els resultats de la companyia. El film es va considerar com un èxit artístic, amb opcions estètiques d'escenificació i opcions tècniques innovadores, però malgrat una gran campanya publicitària, va ser un fracàs comercial, que va representar l'acomiadament de Luo Mingyou i la reestructuració de Lianhua.
Luo Mingyou es va desanimar a partir d'aleshores, es va esvair gradualment de la indústria cinematogràfica i va tornar a Hong Kong. Després del final de la segona  guerra sino-japonesa , es va convertir al cristianisme i es va convertir en un sacerdot de l'esglesia protestant, i no va tenir més contacte amb el cinema.

## Filmografia destacada
Com a productor va participar en més de 50 pel·lícules i va comptar amb la col·laboració amb directors importants com Sun Yu, Bu Wancang, Cai Chuseng,  Zhu Shilin,  Fei Mu, Wu Yonggang  i Shi Dongshan amb actrius com Ruan Lingyu, Li Lili, Wang Renmei, Xu Lai, i actors com Jin Yan, Hang Langen, Liu Qiong i Zheng Junli.

#### Produccions
| Any  | Títol xinès | Títol anglès              | Director       |
| ---- | ----------- | ------------------------- | -------------- |
| 1931 | 銀漢雙星    | Two Stars in the Milkiway | Shi Dongshan   |
| 1931 | 桃花泣血記  | The Peach Girl            | Bu Wancang     |
| 1933 | 小玩意      | Little Toys               | Sun Yu         |
| 1934 | 破浪        | Breaking Waves            | Guan Wenqing   |
| 1934 | 难兄        | Brother                   | Zhao Shushen   |
| 1935 | 天倫        | Song of China             | Fei Mu         |
| 1934 | 神女        | The Goddess               | Wu Yonggang    |
| 1934 | 漁光曲      | Song of the Fishermen     | Cai Chuseng    |
| 1935 | 四姊妹      | Four Sisters              | Yang Xiaozhong |

#### Com a director
Com a director va col·laborar amb Zhu Shilin amb el que va codirigir els films,  国风,  國風 (National Customs) i 慈母曲 (Song of Kind Mother). i amb Fei Mu, 天倫 (Song of China).